# Niels Jensen
Niels Jensen (Copenhague, 7 de junio de 1939) es un deportista danés que compitió en vela en la clase Soling.
Ganó dos medallas en el Campeonato Mundial de Soling, oro en 1969 y bronce en 1971, y dos medallas en el Campeonato Europeo de Soling, oro en 1971 y bronce en 1972.

## Palmarés internacional
| Campeonato Mundial | Campeonato Mundial     | Campeonato Mundial | Campeonato Mundial |
| Año                | Lugar                  | Medalla            | Clase              |
| ------------------ | ---------------------- | ------------------ | ------------------ |
| 1969               | Copenhague (Dinamarca) | Medalla de oro     | Soling             |
| 1971               | Byron Bay (Australia)  | Medalla de bronce  | Soling             |
| Campeonato Europeo |                        |                    |                    |
| Año                | Lugar                  | Medalla            | Clase              |
| 1971               | Travemünde (RFA)       | Medalla de oro     | Soling             |
| 1972               | Copenhague (Dinamarca) | Medalla de bronce  | Soling             |